# گاه‌شماری شاهنشاهی
گاهشماری شاهنشاهی (به اختصار ش.) در ۲۴ اسفند ۱۳۵۴ در پی جلسهٔ مشترک مجلس شورای ملی و مجلس سنا، به عنوان تقویم رسمی ایران اعلام شد. تا پیش از آن، گاه‌شماری هجری خورشیدی تقویم رسمی کشور بود. در این مصوبه مبدأ تقویم خورشیدی به تاریخ تاج‌گذاری کوروش بزرگ تغییر یافت. بر مبنای این گاه‌شماری، سال ۱ شاهنشاهی برابر است با ۵۵۹ پیش از میلاد و سال ۲۵۰۰ شاهنشاهی با ۱۹۴۲ (آغاز پادشاهی محمدرضا پهلوی) برابر می‌یابد.
در شهریور سال ۱۳۵۷ ه.خورشیدی در واپسین ماه‌های انقلاب، جعفر شریف‌امامی در راستای تشکیل «دولت آشتی ملی» در نخستین روز نخست‌وزیری‌اش، طی بخشنامه‌ای، دوباره تقویم ایران را از شاهنشاهی به هجری خورشیدی تغییر داد.

## پیشینه گاهشماری در ایران
تاریخچه تقویم در ایران به‌طور کلی به دو دسته تقسیم می‌شود:
- تقویم پیش از اسلام یا تقویم باستانی شامل تقویم پیش از هخامنشیان، گاه‌شماری پارسی قدیم، تقویم زرتشتی، گاه‌شماری اوستایی کهن، گاه‌شماری اوستایی نو، گاهشماری دوره اشکانیان، ساسانیان و گاه‌شماری یزدگردی بود.
- گاه‌شماری پس از اسلام شامل تقویم هجری قمری و هجری شمسی با ویژگی‌های مشترک و اصول متفاوت است.[۴]

تقویم هجری شمسی در ابتدا به تقویم برجی معروف بود؛ که در اسناد دولتی چندان رسمیت نداشت. درتاریخ ۳۱ فروردین ۱۲۸۹ میرزا عبدالحسین خان شیبانی وحید الملک، نماینده مردم تهران در مجلس شورای ملی طرحی را با موضوع «قید تاریخ کلیه معاملات و مبادلات مشترکه عمومی در اسناد سراسری» تغییر از هجری قمری به هجری شمسی برجی را پیشنهاد داد و قرار شد در طرح قانون محاسبات عمومی که در دست تدوین بود گنجانده شود. در تاریخ ۲۱ آبان ۱۲۸۹ قانون محاسبات عمومی به تصویب مجلس شورای ملی رسید. وضع گاه‌شماری با مبدأ و آغاز پادشاهی کوروش بزرگ هخامنشی در ایران به گاه‌شماری شاهنشاهی محدود نمی‌شود. هنگام‌ها پیش از وضع گاه‌شماری شاهنشاهی، در ۱۳۰۶ خورشیدی، سید جلال الدین طهرانی گونه‌ای گاه‌شماری پیشنهاد کرد که آغاز آن همین آغاز پادشاهی کوروش هخامنشی بود. مبدأ این گاه‌شماری پیشنهادی سال ۵۰۰ پیش از میلاد، و در نتیجه اختلاف آن با مبدأ گاه‌شماری هجری خورشیدی ۱۱۸۰ سال بود. نام ماه‌ها در آن از نام ماه‌های گاه‌شماری جلالی الگوبرداری شده بود. دیگر ارکان این گاه‌شماری نیز همانند گاه‌شماری جلالی بود. فرق مبدأ پیشنهادی در آن با گاه‌شماری شاهنشاهی نیز از این‌جا برگرفته می‌شد که در گاه‌شماری شاهنشاهی، دو شماره سمت راست تاریخ هر سال به اتفاق، سال‌های سپری شده از آغاز پادشاهی محمدرضا پهلوی (۲۶ شهریور ۱۳۲۰) را نشان می‌داد.

## دلایل برگزیدن گاه‌شماری شاهنشاهی

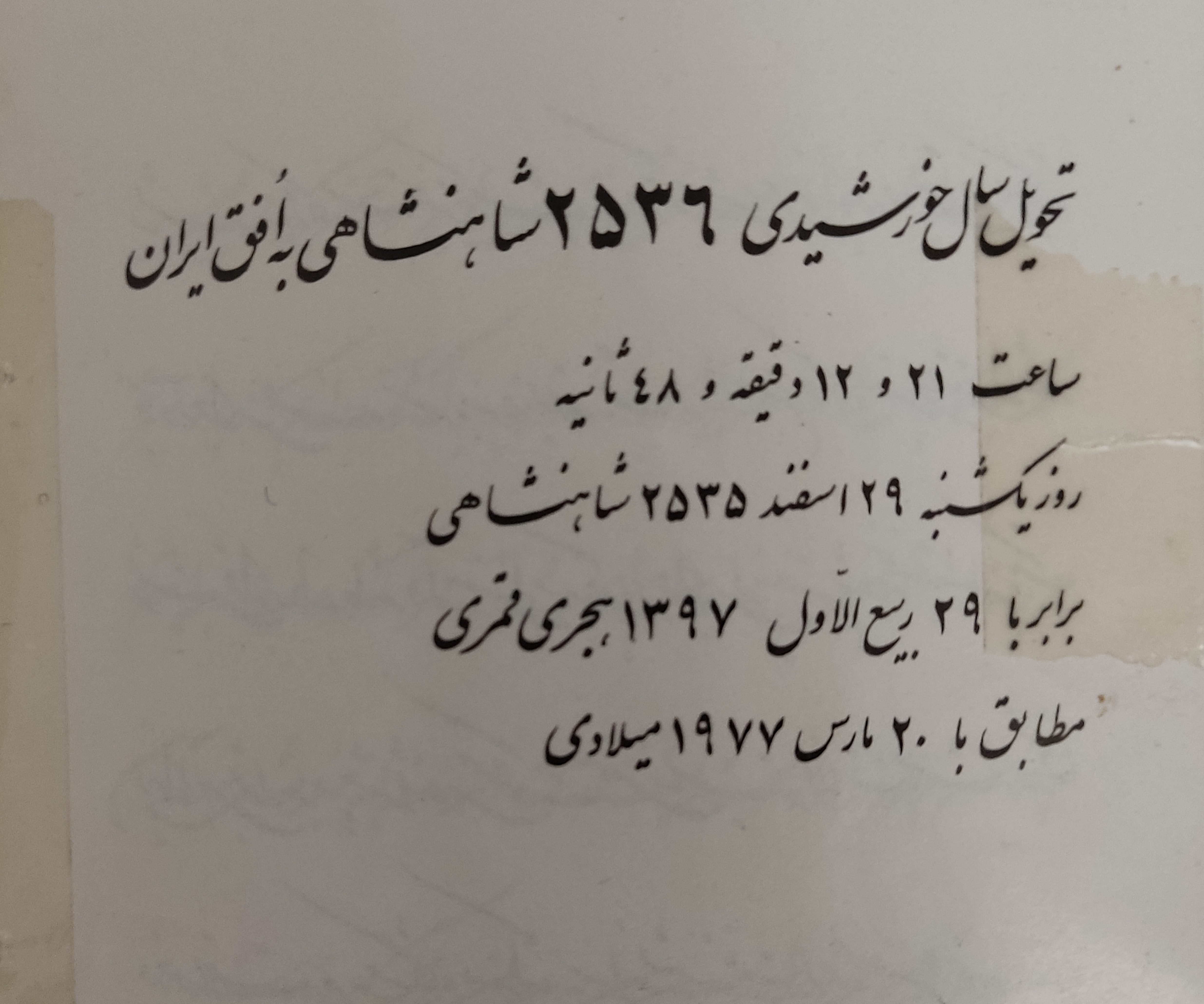
استفاده از گاه‌شماری شاهنشاهی در یک سالنامه، متعلق به نوروز ۲۵۳۶

با توجه به اسناد، نقش سه تن از کارشناسان در این تصمیم پررنگ بوده است: شجاع‌الدین شفا (معاون دربار شاهنشاهی)، هادی هدایتی (معاون اجرایی نخست‌وزیر) و خسرو بهروز (معاون برنامه سازمان برنامه و رئیس دفتر انفورماتیک).
به نظر این کارشناسان، تقویم هجری خورشیدی نه ملی است و نه اسلامی؛ زیرا این تقویم مبنای اسلامی ندارد و تقویم مذهبی همهٔ مسلمانان جهان هجری قمری است. ایرانیان نیز بر پایهٔ تقویم هجری قمری آن اعیاد و مراسم سوگواری، روزه و حج خود را تعیین می‌کنند.
در حالی که تقویم هجری خورشیدی در هیچ کشور اسلامی در جهان معمول نیست و کاربردی ندارد. از دیدگاه آنان، تقویم خورشیدی مبنای ملی نیز ندارد، زیرا در زمان خلافت معتضد بالله، برای «رفع اشکال دریافت خراج از ایرانیان و ثابت کردن نوروز در فصلی که مناسب جمع خراج است وضع گردیده.» به تعبیر آنان، این تقویم یادگار تسلط بیگانگان بر ایران بود پس هیچ‌گونه جنبه ملی نداشت.
دلیل دیگر این بود که چون تاریخ پادشاهی ایرانیان به ۲۵۰۰ سال پیش برمی‌گشت، تقویم خورشیدی نمی‌توانست همه تاریخ کشور ایران را پوشش دهد. در جایگاه نمونه، برای تعیین تاریخ تاج‌گذاری کوروش، باید رقم «سال ۵۵۹ پیش از میلاد» به کار گرفته می‌شد.
از سوی دیگر، دو رقم سمت راست تقویم شاهنشاهی تعداد سال‌های سلطنت محمدرضا پهلوی را نشان می‌داد؛ برای نمونه تا سال ۲۵۳۵ او ۳۵ سال پادشاهی کرده بود.
به‌خاطر دلایل یاد شده بود که این تغییر در دستور کار قرار گرفت و سه پیشنهاد مطرح شد:
- پیشنهاد شجاع‌الدین شفا: سال ۵۳۹ پیش از میلاد یعنی سال فتح بابل به دست کوروش بزرگ و صدور منشور آزادی و حقوق بشر مبدأ تاریخ شاهنشاهی قرار گیرد. اما این طرح همچنان نمی‌توانست تاریخ پیش از آن یعنی تاج‌گذاری کوروش را پوشش دهد و برای آن، باید دوباره از تاریخ پیش از میلاد استفاده می‌شد. همچنین این تاریخ با جنگ آغاز می‌شد که دارای وجههٔ خوبی نبود.
- پیشنهاد هادی هدایتی: سال ۵۵۹ پیش از میلاد یعنی سال تاج‌گذاری کوروش، مبدأ تاریخ در نظر گرفته شود. از دیدگاه او تاج‌گذاری کوروش، آغاز سلطنت ایرانیان و هم‌بستگی قوم ماد و پارس بود. همچنین علت دیگر این پیشنهاد این بود که تاریخِ به سلطنت رسیدن محمدرضا شاه پهلوی بر اساس تقویم جدید، عدد سرراست ۲۵۰۰ می‌شد و در صورت پذیرفته شدن این پیشنهاد، با افزودن رقم رُند ۱۱۸۰ به تقویم هجری خورشیدی، تاریخ‌ها به آسانی به شاهنشاهی تبدیل می‌شد.[۶] با تصویب این قانون، سال ۱۳۵۵ هجری خورشیدی، مقارن با سال ۲۵۳۵ شاهنشاهی ایران شد.
- پیشنهاد خسرو بهروز: سال زادروز کوروش مبدأ تقویم تاریخ شاهنشاهی قرار گیرد. اما اشکال این پیشنهاد این بود که تاریخ زادروز کوروش، فرضی بود؛ در حالی که تاریخ تاج‌گذاری او در بیشتر منابع تأیید شده بود.

در پایان تصمیم گرفته شد که تاریخ شاهنشاهی با مبدأ تاریخ تاج‌گذاری کوروش بزرگ به‌جای تاریخ هجری استفاده شود. قرار شد تاریخ هجری قمری به‌عنوان تاریخ مذهبی ایرانیان که مورد استفادهٔ روحانیت بود، در کنار تاریخ شاهنشاهی استفاده شود و تاریخ میلادی برای مراودات با کشورهای خارجی به‌کار گرفته شود.

## چگونگی تبدیل سال خورشیدی و میلادی به شاهنشاهی
بطورمثال، امسال که سال ۱۴۰۴ هجری خورشیدی است، برابر خواهد بود با سال ۲۵۸۴ شاهنشاهی ایران.
- روش تبدیل سال هجری خورشیدی به شاهنشاهی چنین است:۱۱۸۰ + سال هجری خورشیدی = سال شاهنشاهیدر تبدیل هجری خورشیدی به شاهنشاهی، سال خورشیدی با عدد ۱۱۸۰ جمع بسته می شود؛ چراکه ۱۱۸۰ سال پیش از هجرت محمد (پیامبر اسلام) از مکه به مدینه، کوروش بزرگ به پادشاهی رسیده بوده است.

- روش تبدیل سال میلادی به شاهنشاهی چنین است:۵۵۹ + سال میلادی=سال شاهنشاهی   در تبدیل میلادی به شاهنشاهی، سال میلادی با عدد ۵۵۹ جمع بسته می شود؛ چراکه ۵۵۸ سال پیش از به دنیا آمدن عیسی مسیح، کوروش بزرگ به پادشاهی رسیده بوده است، با این تفاوت که در سه ماه نخست سال میلادی، یعنی ژانویه، فوریه، مارس که برابر با زمستان سال خورشیدی پیش است، باید عدد ۵۵۸ را با سال میلادی جمع بست؛ زیرا سال نو مسیحی از فصل زمستان آغاز می‌شود و با سال نو ایرانی که آغاز آن بهار است، در تناقض است.

## انتقادها و واکنش‌ها
به نظر برخی تحلیل‌گران، چنین تصمیمی از اشتباهات بزرگ شاه بود.
سید محمدرضا گلپایگانی اولین مرجع تقلیدی که بعد از انتشار این خبر موضع‌گیری کرد و در روز سه شنبه ۲۶ اسفند ۱۳۵۴ (فردای اعلام این خبر) طی تلگرافی به رؤسای مجلس‌ها و دولت، به تاریخ شاهنشاهی ایراد گرفت. او در نامه‌ای به رئیس وقت مجلس سنا، جعفر شریف امامی، اقدام ناگهانی دو مجلس شورای ملی و سنا را در تصویب این موضوع، توهین بزرگ به اسلام دانست.
روح‌الله خمینی از مراجع تقلید نیز شش ماه بعد از این تغییر، در پیام عید فطر ۱۳۵۵ به‌کارگیری تاریخ شاهنشاهی را حرام اعلام کرد و گفت: «کارشناسان که می‌خواهند مخازن ما را بی‌مانع به غارت ببرند، برای تضعیف اسلام و محو اسم آن، نغمه شوم تغییر مبدأ تاریخ را ساز کردند. این تغییر از جنایات بزرگی است که در این عصر به دست این دودمان کثیف واقع شد. بر عموم ملت است که با استعمال این تاریخ جنایتکار مخالفت کنند؛ و چون این تغییر: هَتْک اسلام و مقدمه محو اسم آن است - خدای نخواسته - استعمال آن بر عموم حرام و پشتیبانی از ستمکار و ظالم و مخالفت با اسلام عدالتخواه است.»
اسدالله علم وزیر دربار هم گفته بود: «شاهنشاه به این کار علاقه دارند زیرا که خود مردِ تاریخ، خودِ تاریخ و محولِ تاریخ است و می‌خواهد که مبدأ تاریخ هم بشود و حق هم با اوست».
بهرام مشیری دربارهٔ تاریخ شاهنشاهی ایران و صحیح نبودن تاریخ هجری در ایران اینگونه گفته است:
تاریخ ایران بسیار مهم است از کجا آغاز بشود. تاریخ ایران زمین از مهاجرت حضرت شروع نشده است. آقا این وضوحش به حدی است انسان خجالت میکشه حرفشو بزنه. تاریخ این مملکت از اونجا آغاز نشده بنابراین تاریخ ما نباید هجری باشه. چون قبل از تاریخ هجری وقایع بسیار مهم در کشور ما اتفاق افتاده که منتهی شده است به دولت‌های بزرگ، مدنیت‌های بزرگ. این مهاجرت ایشان از مکه به مدینه، برای خودشان خوب است، اما منشأ تاریخ ایران زمین نیست. تاریخ مردم ایران از اونجا آغاز نشده.
یرواند آبراهامیان، نویسندهٔ کتاب ایران بین دو انقلاب معتقد است که «در دوران معاصر کمتر رژیمی در عالم یافت شده که چنان بی‌پروا تقویم مذهبی کشورش را مخدوش کند.»
آنتونی پارسونز آخرین سفیر انگلیس در دوره پهلوی دراین‌باره در کتاب «غرور و سقوط» نوشت: «تقویم شاهنشاهی یکی از نامعقول‌ترین اقداماتی بود که شاه در چند سال قبل به آن دست زد و موجبات خشم و بدگمانی عناصر مذهبی را نسبت به خود فراهم ساخت».
احسان نراقی جامعه‌شناس و مشاور یونسکو دربارهٔ این اقدام شاه چنین نوشت: «اقدام دیگری که به شدت به شاه صدمه زد، تغییر تقویم بود. شاه با نسبت دادن خود به کوروش سعی می‌کرد از جهان عرب ممتاز گردد؛ همچنین تلاش می‌کرد مسلمان بودن ملت ایران را کم رنگ جلوه دهد.»
نکته مهم دربارهٔ این اظهار نظرهای منفی این است که تمامی این اظهار نظرها بعد از سقوط شاه صورت گرفت و تنها کسانی که مخالفت خود را در همان زمان اعلام کرده بودند مراجع و مبلغان مذهبی بودند.

## تغییر دوبارهٔ مبدأ گاه‌شماری
گفته شده است که عده‌ای از مردم با تاریخ شاهنشاهی که دولت در اسناد رسمی استفاده می‌کرد ارتباط برقرار نمی‌کردند و مردم عادی نمی‌توانستند محاسبه‌های این تقویم را انجام بدهند (برای نمونه، سال ۱۳۵۶ خورشیدی برابر با کدام سال شاهنشاهی می‌شود). سرانجام در ۵ شهریور ۱۳۵۷ خورشیدی، جعفر شریف‌امامی در راستای تشکیل «دولت آشتی ملی» در نخستین روز نخست‌وزیری‌اش طی بخشنامه‌ای، دوباره تقویم ایران را از شاهنشاهی به هجری خورشیدی تغییر داد.

## سکه‌شناسی
سکه‌های ضرب‌شده برای توزیع در سال ۱۹۷۶ به دو دسته تقسیم می‌شوند: سکه‌های رایج (مس-نیکل) با تاریخ شاهنشاهی و سکه‌های طلا (سکه‌های پهلوی) با تاریخ هجری خورشیدی. تنها سکه طلا در این سال که با تاریخ ۲۵۳۵ شاهنشاهی ضرب شده، سکه ده پهلوی یادبود «پنجاهمین سال شاهنشاهی پهلوی» است. همچنین نشان‌های یادبودی به همین مناسبت ضرب شده‌اند که برخی دارای تاریخ هجری خورشیدی و برخی دارای تاریخ شاهنشاهی هستند. البته نشان‌های یادبود حامل تاریخ هجری خورشیدی نسبت به نشان‌ها با تاریخ شاهنشاهی از فراوانی بسیار کمتری برخوردار هستند. اما تمامی سکه‌های رایج دارای تاریخ شاهنشاهی هستند. با توجه به تغییر مبدأ تاریخ در اسفند ۲۵۳۵ و عدم وجود سکه طلا با تاریخ ۲۵۳۵، مشخص می‌شود که تمامی سکه‌های طلا برای توزیع در این سال، در سال قبل تهیه و ضرب شده‌اند.
ضرب سکه با تاریخ شاهنشاهی توسط حکومت پهلوی تنها تا سال ۲۵۳۷ ادامه یافت و در همین سال (۱۳۵۷) سکه‌های رایجی با تاریخ ضرب هجری خورشیدی توزیع شد. حتی نشان‌های یادبود مربوط به این سال با تاریخ هجری خورشیدی ضرب شده‌اند؛ اما سکه‌های طلا با تاریخ ۱۳۵۷ دیده نشده‌اند که باز هم نشانگر این است که تمامی سکه‌های طلا در سال ۱۳۵۶ و با تاریخ شاهنشاهی ضرب شده‌اند اما بخشی از سکه‌های رایج، قبل از تغییر مبدأ تقویم و برخی بعد از این تغییر تهیه شده‌اند. همچنین سکه‌های طلای پهلوی ضرب‌شده برای سال ۲۵۳۸ دارای تاریخ ضرب ۱۳۵۸ هستند؛ بطوریکه سکه‌ای با تاریخ شاهنشاهی برای توزیع در این سال دیده نشده است. این امر نشانگر تغییر رویکرد حکومت پهلوی در انتخاب گاه‌شماری شاهنشاهی و بازگرداندن آن به هجری خورشیدی پس از گذشت حدود سه سال از تاریخ اجرایی‌شدن آن است.

## نگارخانه

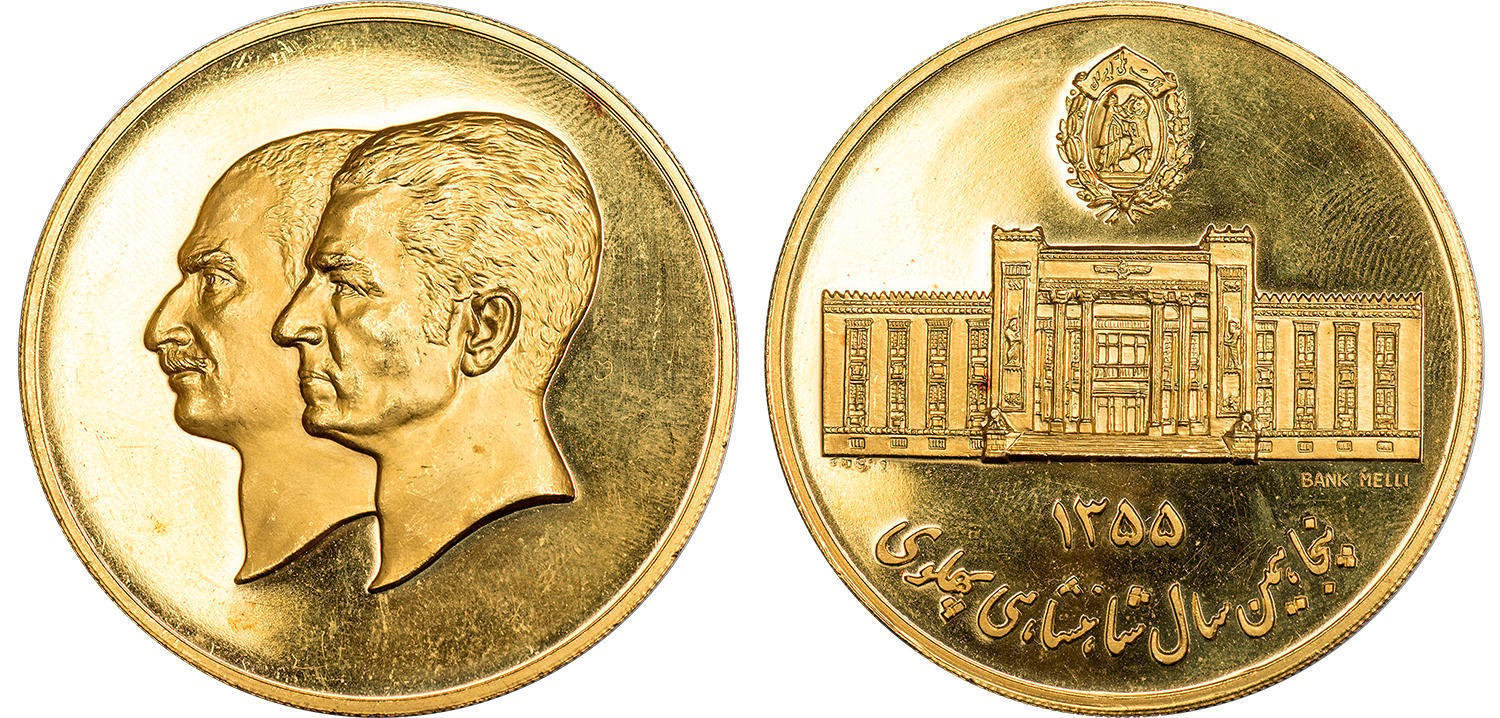
نشان یادبود پنجاهمین سال شاهنشاهی پهلوی با تاریخ هجری خورشیدی
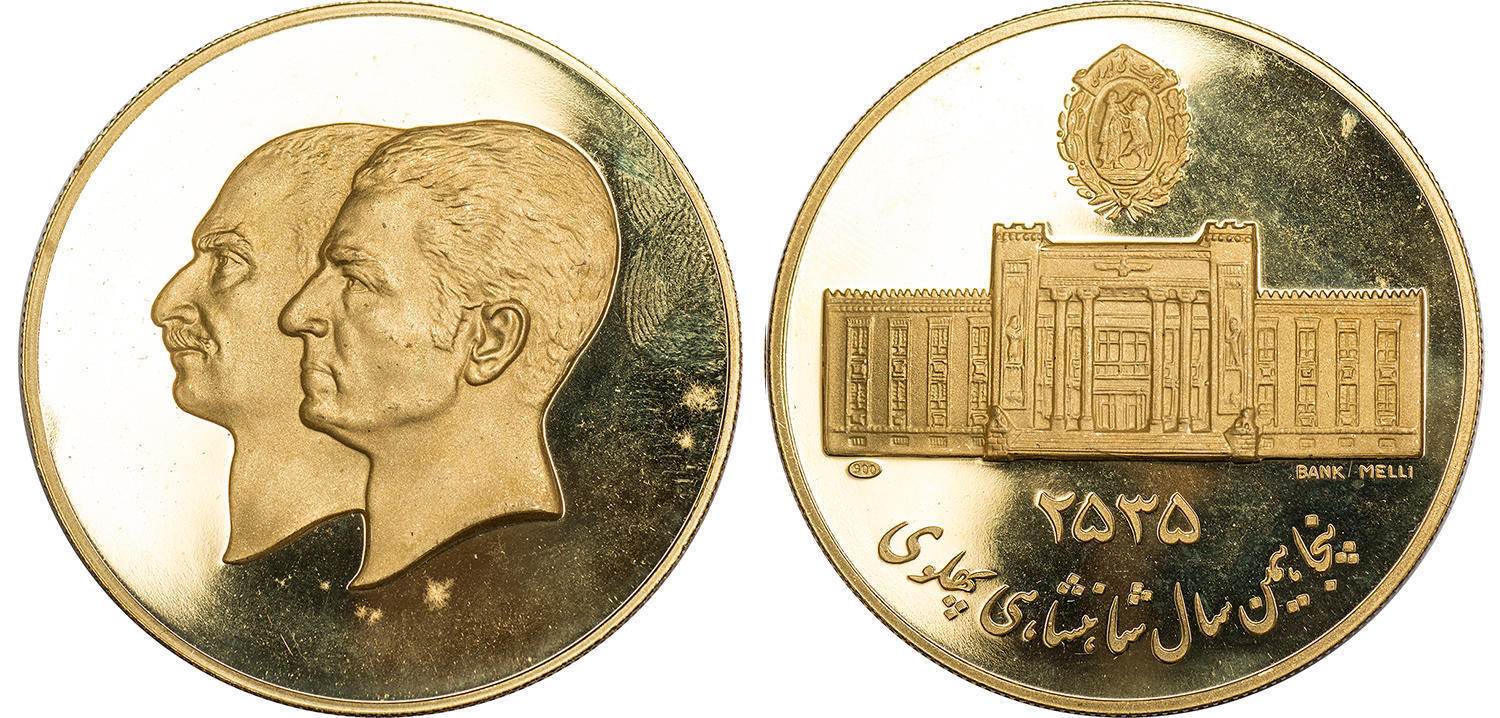
نشان یادبود پنجاهمین سال شاهنشاهی پهلوی با تاریخ شاهنشاهی
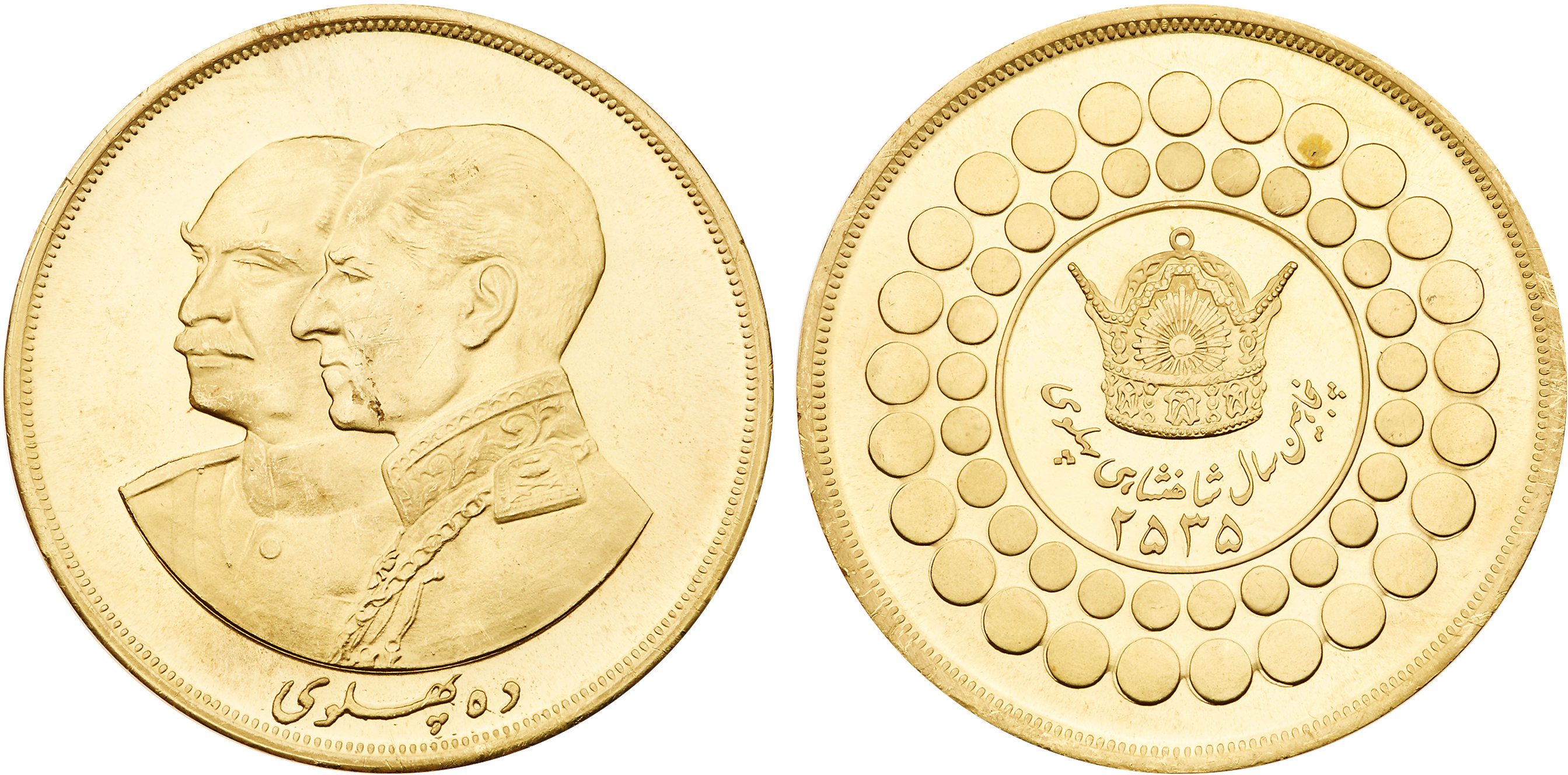
نخستین سکه طلا (پهلوی) با تاریخ ضرب شاهنشاهی
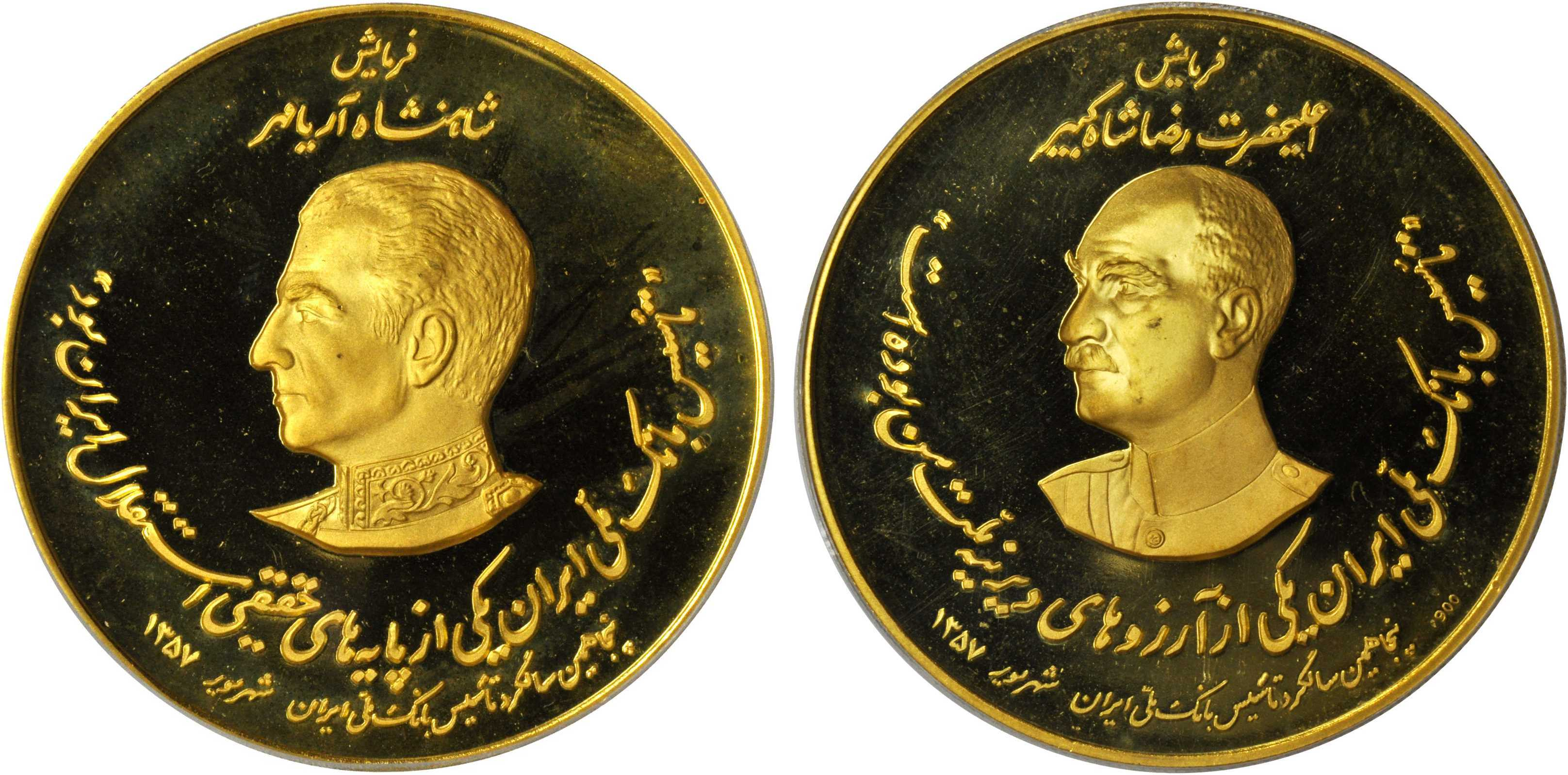
یادبود پنجاهمین سال تأسیس بانک ملی ایران؛ شهریور ۱۳۵۷ (۲۵۳۷)
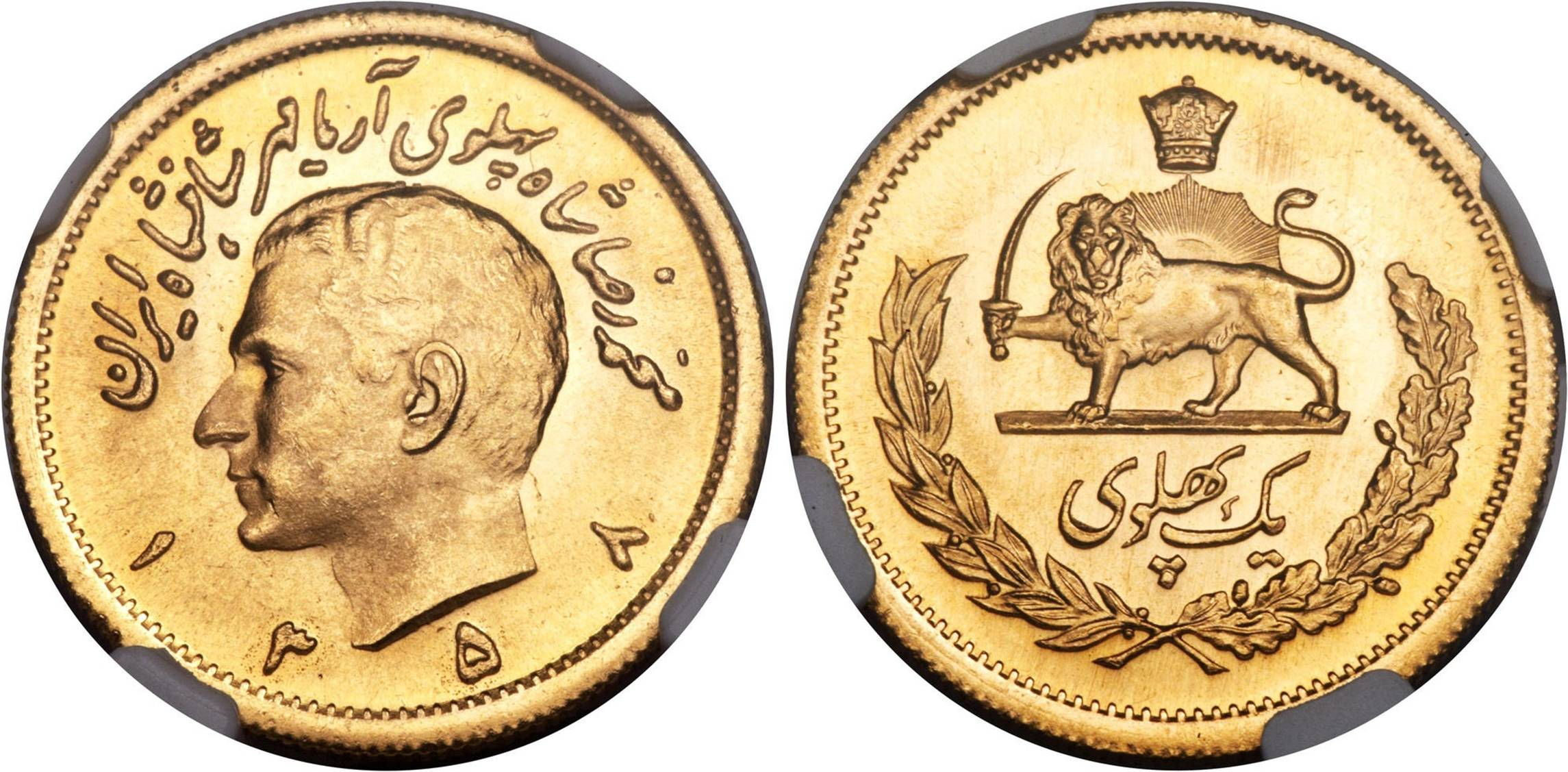
سکه یک پهلوی؛ ۱۳۵۸ هجری خورشیدی
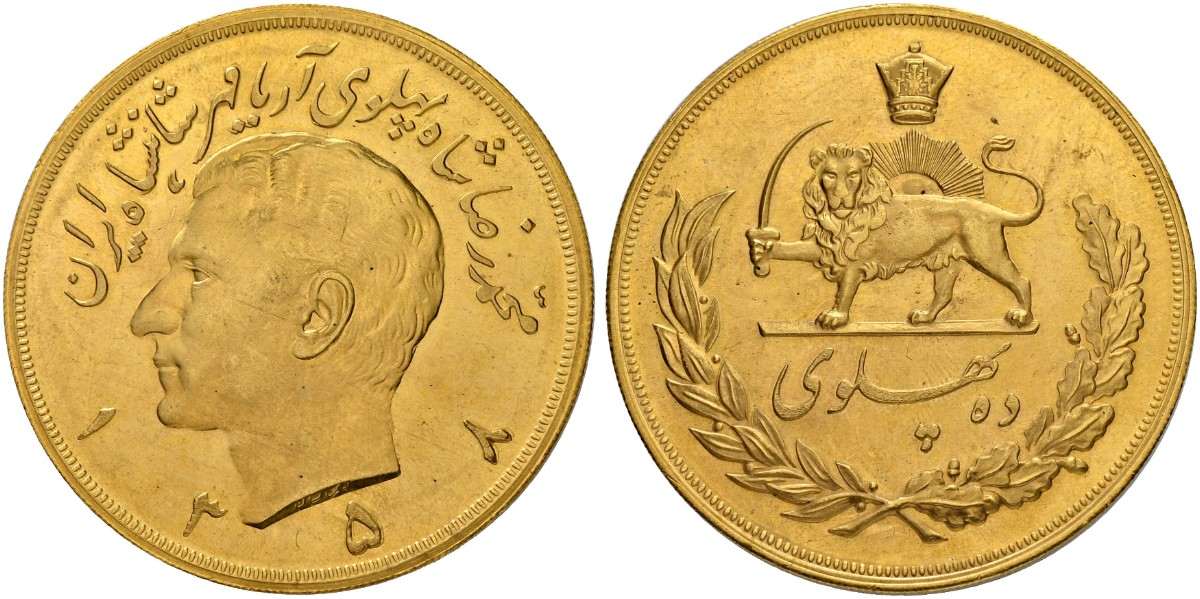
سکه ده پهلوی ۱۳۵۸
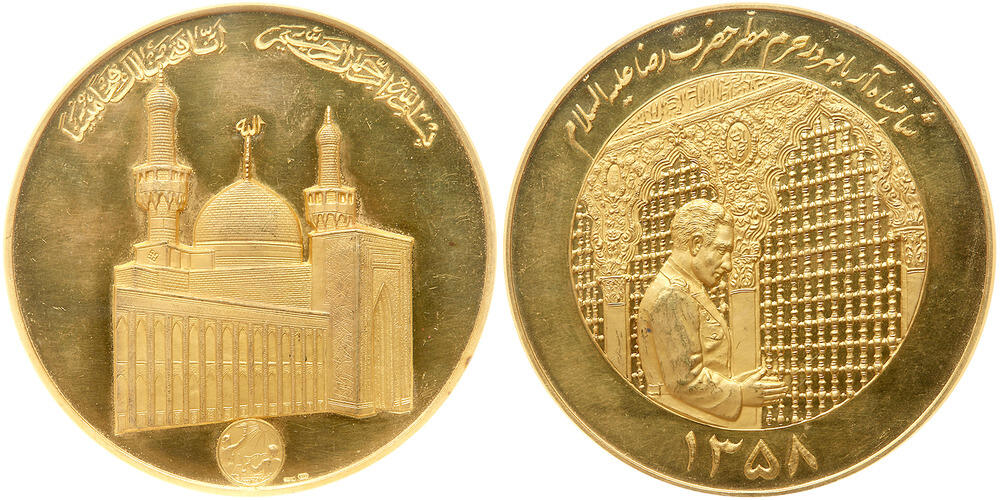
نشان یادبود محمدرضا پهلوی در حرم حضرت رضا؛ ۱۳۵۸
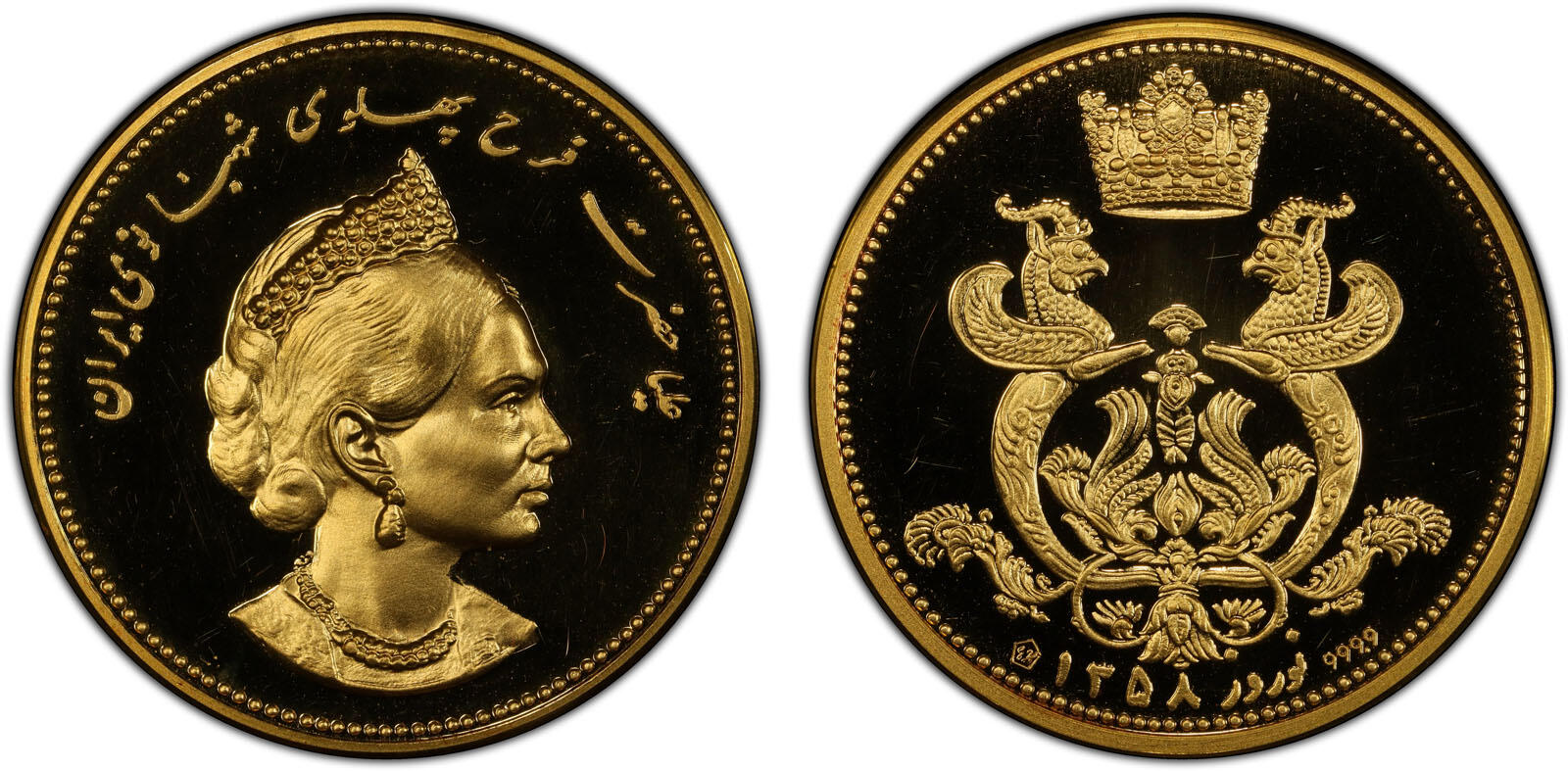
نشان یادبود نوروز فرح پهلوی؛ ۱۳۵۸ (۲۵۳۸)
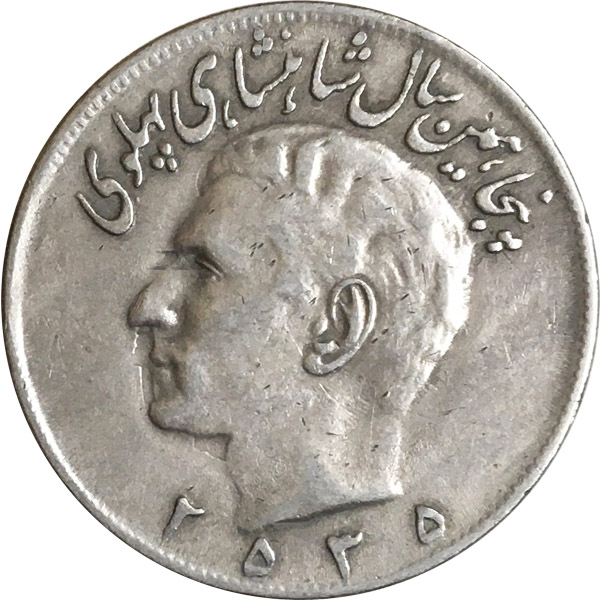
نخستین ۲۰ ریالی با تاریخ شاهنشاهی
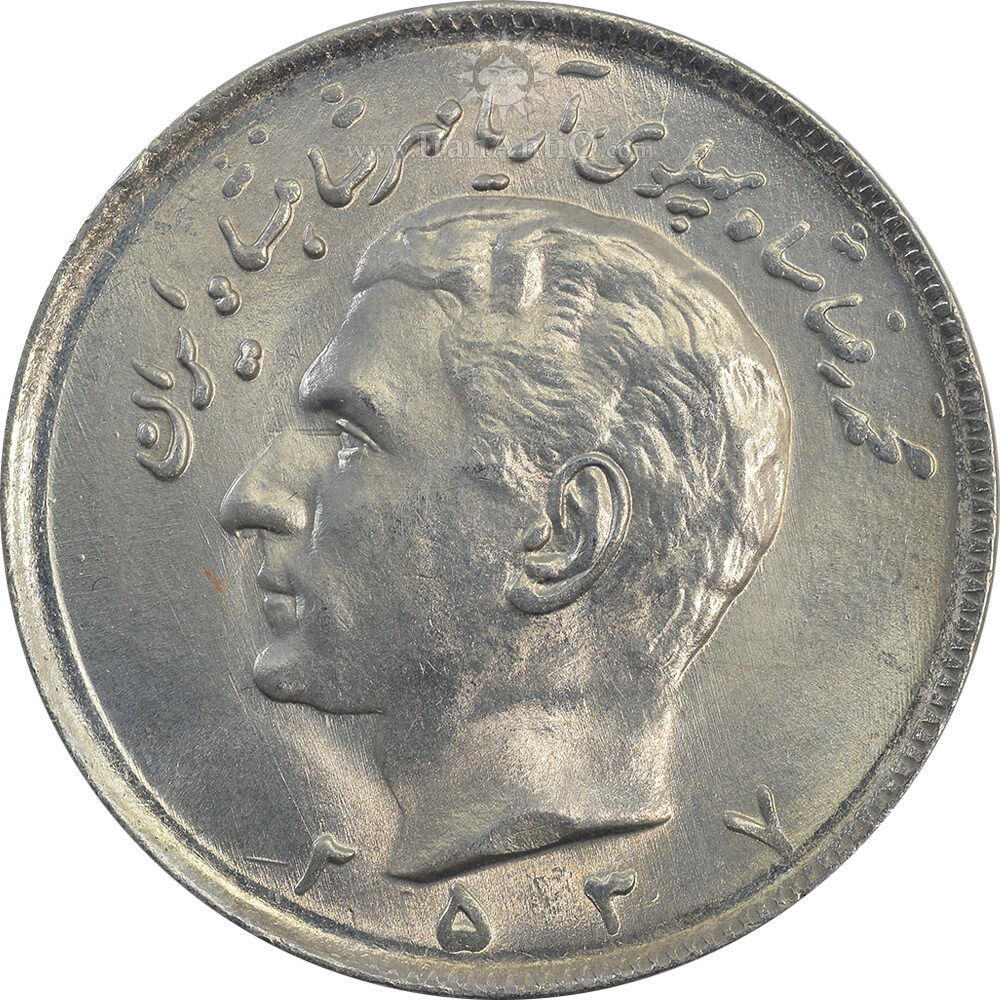
واپسین ۲۰ ریالی با تاریخ شاهنشاهی
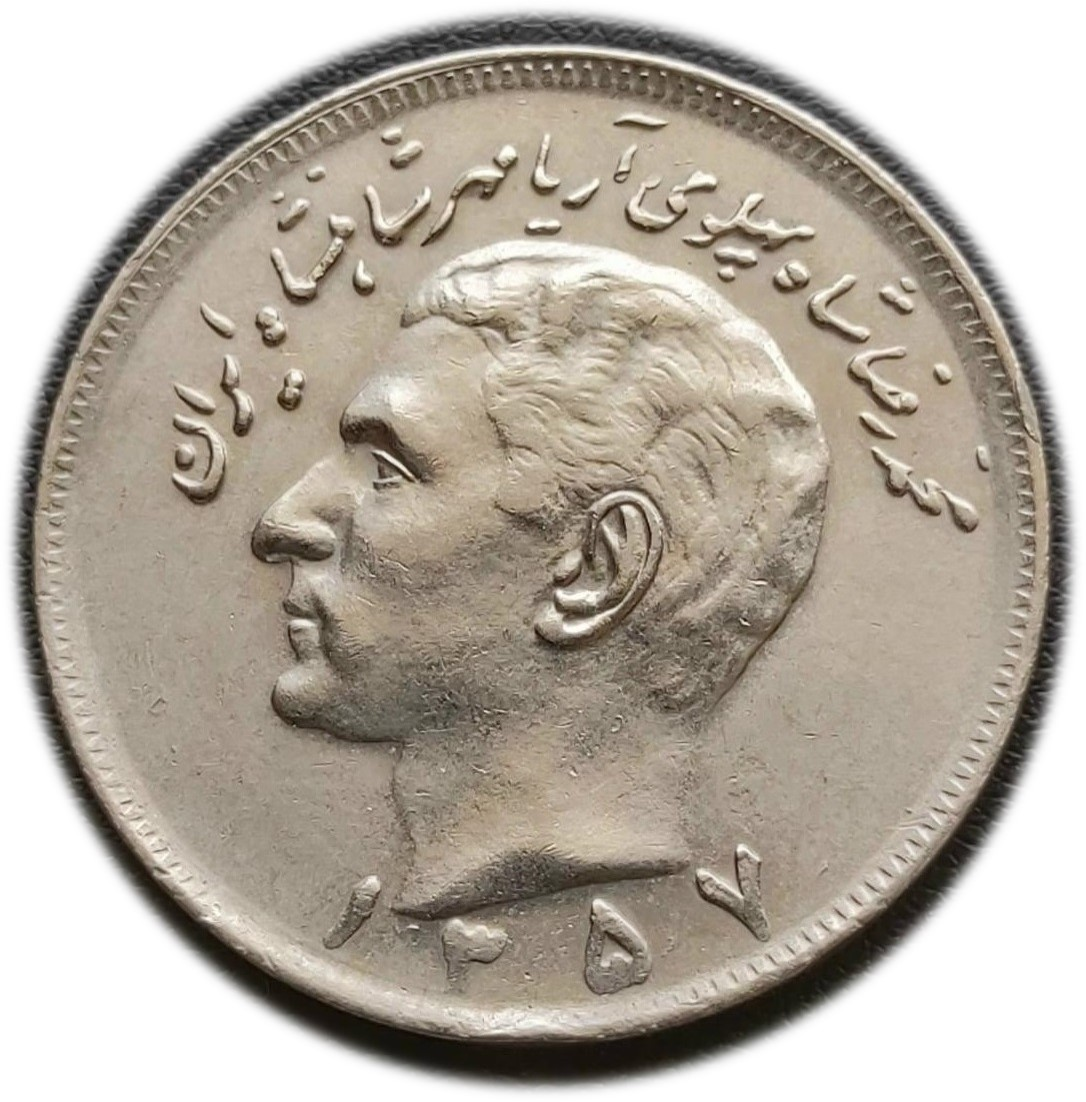
واپسین ۲۰ ریالی پهلوی؛ ۱۳۵۷ (۲۵۳۷)